# 師縉
師縉，名縉，春秋时期楚国人物。
師縉是乐师，为楚国内朝官，职掌演奏音乐、表演舞蹈。前638年，宋襄公攻打郑国，楚成王援救郑国，在泓水之战击败宋国。十一月初八日早晨，郑文公夫人文芈、姜氏在柯泽慰劳楚成王。楚成王派师缙把俘虏和被杀死的敌人的左耳给他们看。《左传》评价说，这是不合于礼的。女人送迎不出房门，和兄弟相见不出门槛，打仗时不接近女人的用具。